# Gerrit Holtmann
Gerrit Stephan Barba Holtmann (* 25. března 1995) je filipínský profesionální fotbalista, který hraje na pozici křídla za německý klub VfL Bochum. Narodil se v Německu, ale hraje za filipínský národní tým.

## Klubová kariéra

### Mládežnická kariéra
Holtmann hrál v Bremerhavenu za Spartu Bremerhaven, Leher Turnerschaft a OSC Bremerhaven, než se připojil k mládežnické akademii Werderu Brémy. V roce 2013 začal hrát za JFV Bremerhaven.

### Eintracht Braunschweig
V roce 2014 se Holtmann připojil k rezervnímu týmu Eintracht Braunschweig v Regionalliga Nord. Ve 30. hracím dni sezóny 2. Bundesligy 2014/15 debutoval v seniorském týmu Eintrachtu v zápase proti FC Erzgebirge Aue.

### 1. FSV Mainz 05
V červnu 2016 Holtmann přestoupil do 1. FSV Mainz 05. Dne 2. prosince 2017 vstřelil svůj první bundesligový gól za Mohuč při domácí porážce 3:1 s FC Augsburg.

#### Hostování v SC Paderborn
Dne 27. června 2019 odešel na hostování do SC Paderborn na sezónu 2019/20. Na konci sezóny Paderborn sestoupil do 2. Bundesligy.

### VfL Bochum
Holtmann přestoupil do VfL Bochum v srpnu 2020 na základě tříleté smlouvy. V lednu 2022 byl Holtmann oceněn německým gólem roku 2021 za sólový výkon, který předvedl při domácím vítězství 2:0 nad 1. FSV Mainz 05.

#### Hostování v Antalyasporu a Darmstadtu
Dne 5. srpna 2023 se Holtmann přesunul na sezónní hostování do tureckého Antalyasporu s opcí na nákup.
Dne 21. ledna 2024 se Holtmann přesunul na hostování do Darmstadtu 98.

## Reprezentační kariéra
Vzhledem k tomu, že se Holtmann narodil v Německu a jeho matka je Filipínka, je způsobilý hrát za Německo a Filipíny.

### Německo U20
Dne 7. října 2015 Holtmann debutoval za německý národní tým do 20 let v zápase proti Turecku.

### Filipíny
Holtmann se poprvé rozhodl obléknout dres Filipín kolem roku 2016, ale nejprve se chtěl stát pravidelným hráčem v Bundeslize.
V březnu 2021 Holtmann během rozhovoru uvedl, že žádá o dvojí občanství, aby mohl hrát za Filipíny ve zbývajících zápasech ve druhém kole asijské kvalifikace na Mistrovství světa ve fotbale 2022, které se mělo konat v Číně. O dva měsíce později v květnu byl povolán Filipínami na kvalifikační zápasy na Mistrovství světa ve fotbale 2022 proti Číně, Guamu a Maledivám.
V březnu 2022 byl Holtmann zařazen do 25členného týmu Filipín pro FAS Tri-Nations Series 2022. Nemohl však hrát, protože při přípravě na odlet do Singapuru se nakazil covidem-19. V červnu byl však Holtmann konečně povolán trenérem Thomasem Dooleym do filipínského týmu pro kvalifikaci na Mistrovství Asie ve fotbale. Holtmann debutoval za Filipíny v zápase proti Mongolsku ve třetím kole kvalifikace, kde se objevil v základní sestavě. Svůj první gól za Filipíny vstřelil v 93. minutě, a díky němu jeho tým vyhrál zápas 1:0.

## Statistiky

### Klubové
Platí k zápasu hranému 19. října 2024.
| Klub                      | Sezóna            | Liga                 | Liga   | Liga | Národní pohár | Národní pohár | Kontinentální | Kontinentální | Celkově | Celkově |
| Klub                      | Sezóna            | Soutěž               | Zápasy | Góly | Zápasy        | Góly          | Zápasy        | Góly          | Zápasy  | Góly    |
| ------------------------- | ----------------- | -------------------- | ------ | ---- | ------------- | ------------- | ------------- | ------------- | ------- | ------- |
| Eintracht Braunschweig II | 2014/15           | Regionalliga Nord    | 27     | 10   | —             | —             | —             | —             | 27      | 10      |
| Eintracht Braunschweig II | 2015/16           | Regionalliga Nord    | 2      | 1    | —             | —             | —             | —             | 2       | 1       |
| Eintracht Braunschweig II | Celkově           | Celkově              | 29     | 11   | 0             | 0             | 0             | 0             | 29      | 11      |
| Eintracht Braunschweig    | 2014/15           | 2. Bundesliga        | 1      | 0    | 0             | 0             | —             | —             | 1       | 0       |
| Eintracht Braunschweig    | 2015/16           | 2. Bundesliga        | 30     | 4    | 2             | 2             | —             | —             | 32      | 6       |
| Eintracht Braunschweig    | Celkově           | Celkově              | 31     | 4    | 2             | 2             | 0             | 0             | 33      | 6       |
| 1. FSV Mainz 05           | 2016/17           | Bundesliga           | 5      | 0    | 0             | 0             | 1             | 0             | 6       | 0       |
| 1. FSV Mainz 05           | 2017/18           | Bundesliga           | 17     | 2    | 1             | 0             | —             | —             | 18      | 2       |
| 1. FSV Mainz 05           | 2018/19           | Bundesliga           | 4      | 0    | 1             | 0             | —             | —             | 5       | 0       |
| 1. FSV Mainz 05           | Celkově           | Celkově              | 26     | 2    | 2             | 0             | 1             | 0             | 29      | 2       |
| 1. FSV Mainz 05 II        | 2016/17           | 3. Liga              | 6      | 0    | —             | —             | —             | —             | 6       | 0       |
| 1. FSV Mainz 05 II        | 2017/18           | Regionalliga Südwest | 1      | 0    | —             | —             | —             | —             | 1       | 0       |
| 1. FSV Mainz 05 II        | 2018/19           | Regionalliga Südwest | 2      | 0    | —             | —             | —             | —             | 2       | 0       |
| 1. FSV Mainz 05 II        | Celkově           | Celkově              | 9      | 0    | 0             | 0             | 0             | 0             | 9       | 0       |
| SC Paderborn (hostování)  | 2019/20           | Bundesliga           | 24     | 1    | 2             | 0             | —             | —             | 26      | 1       |
| VfL Bochum                | 2020/21           | 2. Bundesliga        | 30     | 4    | 3             | 1             | —             | —             | 33      | 5       |
| VfL Bochum                | 2021/22           | Bundesliga           | 29     | 5    | 4             | 0             | —             | —             | 33      | 5       |
| VfL Bochum                | 2022/23           | Bundesliga           | 23     | 1    | 0             | 0             | —             | —             | 23      | 1       |
| VfL Bochum                | 2024/25           | Bundesliga           | 1      | 0    | 0             | 0             | —             | —             | 1       | 0       |
| VfL Bochum                | Celkově           | Celkově              | 83     | 10   | 7             | 1             | 0             | 0             | 90      | 11      |
| Antalyaspor (hostování)   | 2023/24           | Süper Lig            | 7      | 0    | 1             | 0             | —             | —             | 8       | 0       |
| Darmstadt 98 (hostování)  | 2023/24           | Bundesliga           | 10     | 0    | —             | —             | —             | —             | 10      | 0       |
| Celkově v kariéře         | Celkově v kariéře | Celkově v kariéře    | 219    | 28   | 14            | 3             | 1             | 0             | 234     | 31      |

### Reprezentační
Platí k zápasu hranému 14. října 2024.
| Národní tým | Rok     | Zápasy | Góly |
| ----------- | ------- | ------ | ---- |
| Filipíny    | 2022    | 2      | 1    |
| Filipíny    | 2024    | 2      | 1    |
| Celkově     | Celkově | 4      | 2    |

#### Reprezentační góly
Skóre a výsledky Filipín jsou vždy zapsány jako první. Góly Gerrita Holtmanna jsou zvýrazněny.
| Gól | Datum           | Místo                                     | Soupeř      | Skóre | Výsledek | Soutěž                                          |
| --- | --------------- | ----------------------------------------- | ----------- | ----- | -------- | ----------------------------------------------- |
| 1.  | 11. června 2022 | MFF Football Centre, Ulánbátar, Mongolsko | Mongolsko   | 1:0   | 1:0      | Kvalifikace na Mistrovství Asie ve fotbale 2023 |
| 2.  | 14. října 2024  | Tinsulanon Stadium, Songkhla, Thajsko     | Tádžikistán | 1:0   | 3:0      | King's Cup 2024                                 |

## Úspěchy
VfL Bochum
- 2. Bundesliga: 2020/21

Individual
- Gól měsíce Bundesligy: srpen 2021
- Gól sezóny Bundesligy: 2021/22